# Attevidae
De Attevidae zijn een familie van vlinders uit de superfamilie Yponomeutoidea. Deze familie telt 52 soorten in één geslacht: Atteva. De systematische positie van de groep is lang die van onderfamilie van de familie stippelmotten (Yponomeutidae) geweest. Die familie bleek daarmee echter geen monofyletische groep. Afsplitsing van de Attevinae als zelfstandige familie Attevidae was een deel van de oplossing voor dat probleem. Tegelijk kregen ook de voormalige onderfamilies Argyresthiinae (de pedaalmotten) en Praydinae de status van zelfstandige familie, waarmee de stippelmotten als monofyletische groep overbleven.

## Geslacht
- Atteva Walker, 1854